# Tippetop
Tippetoppen (også kendt som the tippe top, inverting top, toupie magique, topsy-turvy top og på tysk Stehaufkreisel eller Wendekreisel) er en snurretop, der er opbygget som en beskåret kugle med et håndtag ("stilken").
Når tippetoppen sættes i rotation med bunden ned mod underlaget, vil den hurtigt blive ustabil, hvorved stilken lige så stille drejer fra lodret ned mod vandret. Når stilken rammen bordet, vipper tippetoppen rundt og roterer med stilken ned mod underlaget. 
Har man ikke en tippetop, så kan samme effekt faktisk opnås med et hårdkogt æg, en amerikanske fodbold eller en rund (oval) sten.
Der findes også et berømt billede fra åbningen af det nye fysiske institut på Lunds Universitet i 1951, hvor Wolfgang Pauli og Niels Bohr står og betragter en tippetop. Bohr var meget interesseret i fysikken bag, og det menes også, at blandt andet Winston Churchill morede sig med tippetoppen.
Werner Østberg, der i øvrigt døde i 1999, har efterladt en scrapbog med medieomtale af tippetoppen. Denne scrapbog, der i dag befinder sig på Vendsyssel Historiske Museum, henviser til artikler i blandt andet Berlingske Tidende, BT, Kristeligt Dagblad og Politiken fra 1951 og 1952.

## Teori
Tippetoppen blev i 1950erne hurtigt voldsomt populær over hele verden, og der blev publiceret et stort antal artikler om emnet. I starten diskuterede man, hvorvidt friktion havde nogen betydning. Dette mente hovedparten af forfatterne, og Del Campo beviste dette med et simpelt argument: Da tippetoppen hæver sit massemidtpunkt, må toppen nødvendigvis få energi til dette ved at snurre langsommere efter at have vendt om. Dermed er impulsmomentet blev reduceret, og dette kan kun lade sig gøre ved et ydre kraftmoment, der igen kun kan komme fra friktion mod underlaget.
Tippetoppens funktion er baseret på, at toppens massemidtpunkt ikke er sammenfaldende med kuglens centrum. Da toppens rotationsakse går igennem massemidtpunktet, vil toppen glide hen over underlaget:
Toppen påvirkes altså af en friktion mod underlaget og dermed et kraftmoment. Det er dette kraftmoment, der drejer stilken væk fra lodret og ned mod underlaget. Hvis underlaget er gnidningsfrit, vil tippetoppen ikke virke. Så snart toppens stilk når ned at røre underlaget, vil toppe rejse sig op på stilken, igen forårsaget af et kraftmoment fra underlaget. Dette kan også ske for en normal snurretop, hvis kanten og stilken rører underlaget samtidigt. Igen er det friktionen mod underlaget, der yder det nødvendige kraftmoment, og for at forøge denne friktion, når stilken rører underlaget, er stilken på en tippetop typisk rillet.
Tippetoppens rotation skifter retning undervejs, hvorved impulsmomentet beholder samme retning. Når toppen startes, roterer den om en lodret akse, der går igennem stilken. Herefter drejes stilken nedad, mens rotationen fortsætter langs en lodret akse. Når toppen ligger nogenlunde vandret, vil toppen ikke længere rotere langs den akse, der går igennem stilken. Idet stilken fortsætter nedad, vil toppen begynde at snurre den modsatte vej omkring aksen, der går igennem stilken.